# Große Synagoge (Gorlice)

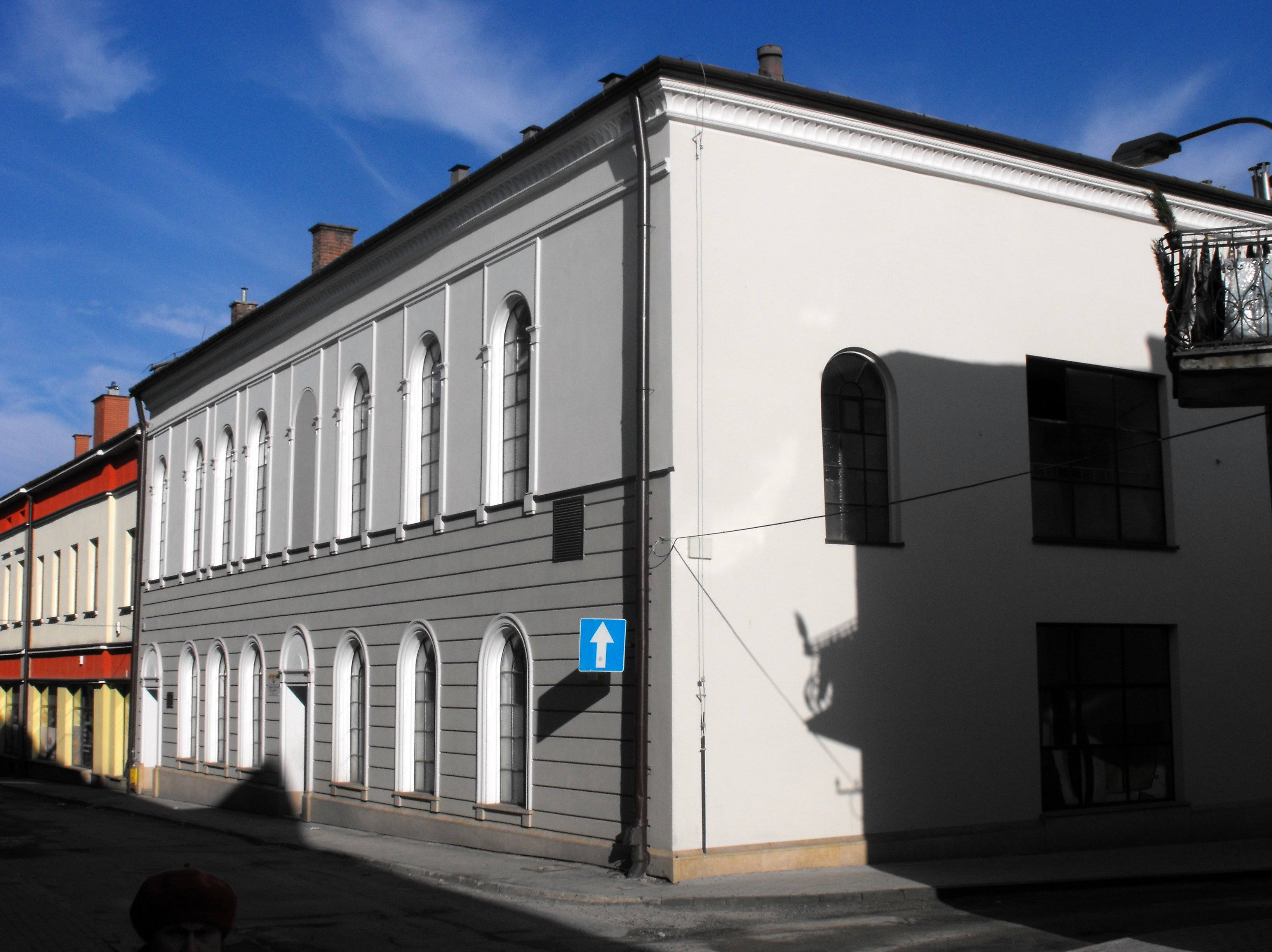
Große Synagoge in Gorlice

Die Große Synagoge in Gorlice, einer polnischen Stadt in der Woiwodschaft Kleinpolen, wurde an der Stelle eines hölzernen Vorgängerbaus, der im Jahr 1874 durch einen Brand zerstört wurde, errichtet. Die profanierte Synagoge in der Piekarska-Straße 3 ist ein geschütztes Kulturdenkmal.
Nach dem Zweiten Weltkrieg wurde das Synagogengebäude als Bäckerei und für andere Zwecke genutzt.